# Synagoge Sien (bei Idar-Oberstein)

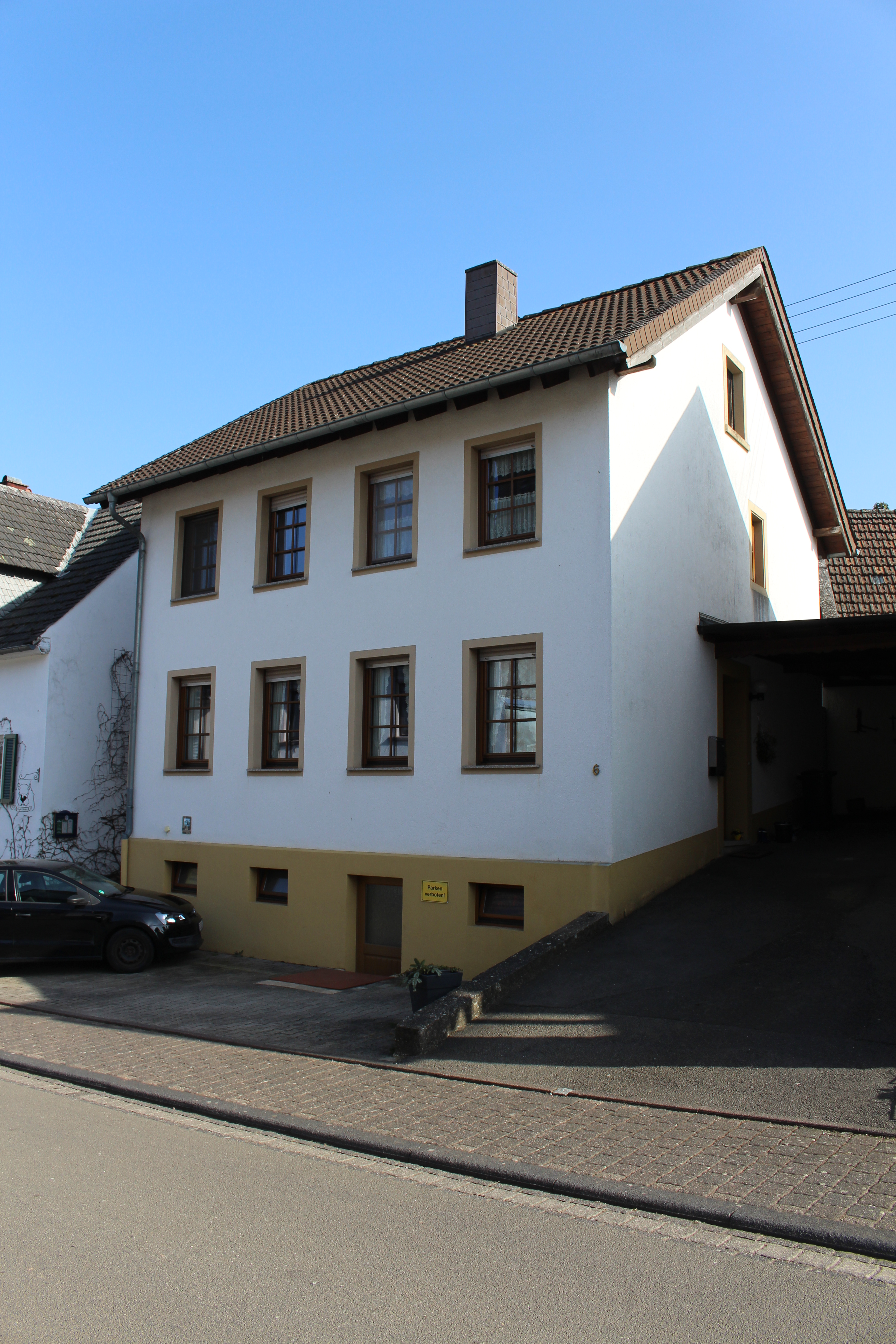
Ehemalige Synagoge in Sien

Die Synagoge in Sien wurde im Jahr 1843 In der Hohl 6 errichtet. Sie wurde bis Anfang 1920 genutzt. 1935 wurde das Gebäude im Zuge einer Zwangsversteigerung von der Gemeinde Sien erworben und an einen Privatmann verkauft. Dieser baute die Synagoge zu einem noch heute genutzten Wohnhaus um.

## Synagoge
Bereits vor 1843 war ein Betsaal in der Gemeinde vorhanden. Als dieser 1839 aufgrund der gestiegenen Mitgliederzahlen der jüdischen Gemeinde zu klein geworden war, wurde der Bau einer Synagoge geplant. Unterstützt wurde das Anliegen durch den  Amtsbürgermeister der Gemeinde Sien, der neben den Bau auch einen finanziellen Zuschuss befürwortete. Im Jahr 1843 wurde In der Hohl 6 die Synagoge eingeweiht. Es handelte sich um einen einfachen Rechteckbau. In der, der Straße abgewandten Seitenwand, befanden sich vier Rundbogenfenster. In einer Giebelseite befanden sich zwei Rundbogenfenster und darüber zwei rechteckige Fenster. Die Frauenempore war über eine Holztreppe zu erreichen. Ab ca. 1900 war die Zahl der Mitglieder der Gemeinde so weit zurückgegangen, dass Gottesdienste, unter Teilnahme der jüdischen Einwohner von Oberreidenbach und Sienhachenbach, nur noch an Feiertagen und am Sabbat stattfinden konnten. Ab 1920 wurde das, zur Durchführung eines Gottesdienstes benötigte, Minjan nicht mehr erreicht und die Synagoge wurde nicht mehr genutzt. 1935 erwarb die Gemeinde Sien das Gebäude im Zuge einer Zwangsversteigerung für 1.000 Reichsmark und verkaufte es an einen Privatmann weiter. Dieser baute die Synagoge zu einem Wohnhaus um. Dieser Umstand führte dazu, dass das Gebäude bei den Novemberpogromen 1938 unbehelligt blieb. Das Gebäude wird noch heute als Wohnhaus genutzt. Heute erinnert eine Hinweistafel mit einer Aufnahme der Synagoge aus den 1920er Jahren an die ursprüngliche Verwendung des Gebäudes.

## Jüdische Gemeinde Sien
Die ersten Juden siedelten mit Erlaubnis der Fürsten Salm-Kyrburg und der Herren von Sickingen ca. in der Mitte des 18. Jahrhunderts in dem Gebiet von Sien. Es handelte sich um sogenannte Schutzjuden. Zu der jüdischen Gemeinde zählten zeitweilig auch die Einwohner jüdischen Glaubens der Orte Oberreidenbach, Sienhachenbach und Hundsbach. Die Gemeinde verfügte über eine eigene Religionsschule und eine Mikwe. Zeitweise war ein eigener Religionslehrer angestellt, der auch die Aufgaben des Vorbeters und Schochet innehatte. Die Verstorbenen wurden auf dem jüdischen Friedhof in Sien bestattet. Mitte des 19. Jahrhunderts setzte in Sien eine Auswanderungswelle ein und die meisten Mitglieder der jüdischen Gemeinde verließen Sien. Viele emigrierten in die Vereinigten Staaten. 1925 lebten noch 10 Mitglieder der jüdischen Gemeinde in Sien. Die letzten Einwohner wurden 1941 deportiert.

### Entwicklung der jüdischen Einwohnerzahl
| Jahr    | Juden | Jüdische Familien | Bemerkung                         |
| ------- | ----- | ----------------- | --------------------------------- |
| 1760/70 |       | 5 bis 10          |                                   |
| 1808    | 42    |                   |                                   |
| 1828    | 51    |                   |                                   |
| 1834    | 66    |                   |                                   |
| 1843    | 71    |                   |                                   |
| 1852    | 72    |                   | 13 Prozent der Einwohner von Sien |
| 1865    | 165   |                   | Gesamte Bürgermeisterei Sien      |
| 1895    | 36    |                   |                                   |
| 1925    | 10    |                   |                                   |
| 1941    | 6     |                   |                                   |

Quelle: alemannia-judaica.de; jüdische-gemeinden.de
Das Gedenkbuch – Opfer der Verfolgung der Juden unter der nationalsozialistischen Gewaltherrschaft 1933–1945 und die Zentrale Datenbank der Namen der Holocaustopfer von Yad Vashem führen 16 Mitglieder der jüdischen Gemeinschaft Sien (die dort geboren wurden oder zeitweise lebten) auf, die während der Zeit des Nationalsozialismus ermordet wurden.